# Zatypota celer
Zatypota celer là một loài tò vò trong họ Ichneumonidae.